# 김민서 (2001년)
김민서(2001년 2월 6일 ~ )는 대한민국의 축구 선수이며, 포지션은 윙어이다.